# Adolfo Pizzi
Adolfo Pizzi (* 24. Juni 1914 in Zagarolo; † nach 1956) war ein italienischer Dokumentarfilmer und Filmregisseur.

## Leben
Pizzi begann in jungen Jahren mit der Arbeit beim Film, als er in den Niederlassungen der Cines Filme entwickelte und später als Schnittassistent wirken konnte. So war er während der Zeit der Republik von Salò an mehreren Kinofilmen in dieser Funktion beteiligt. Nach dem Zweiten Weltkrieg drehte er als Dokumentarist zahlreiche Kurzfilme (Il canto dell'Elba, Primavera nell'Isonzo, La leggenda del cielo und viele mehr) im Zeitraum von 1946 bis 1956. Sein einziger Spielfilm, Ritrovarsi all'alba, entstand 1954 nach eigenem Drehbuch und selbstproduziert.

## Filmografie
- 1954: Ritrovarsi all'alba